# Distretto di Amboasary-Atsimo
Il distretto di Amboasary-Atsimo, o Amboasary Sud, è un distretto del Madagascar situato nella regione di Anosy. Ha per capoluogo la città di Amboasary-Atsimo.
La popolazione del distretto è di 198 119 abitanti (censimento 2011).